# Amtsgericht Fürth (Bayern)

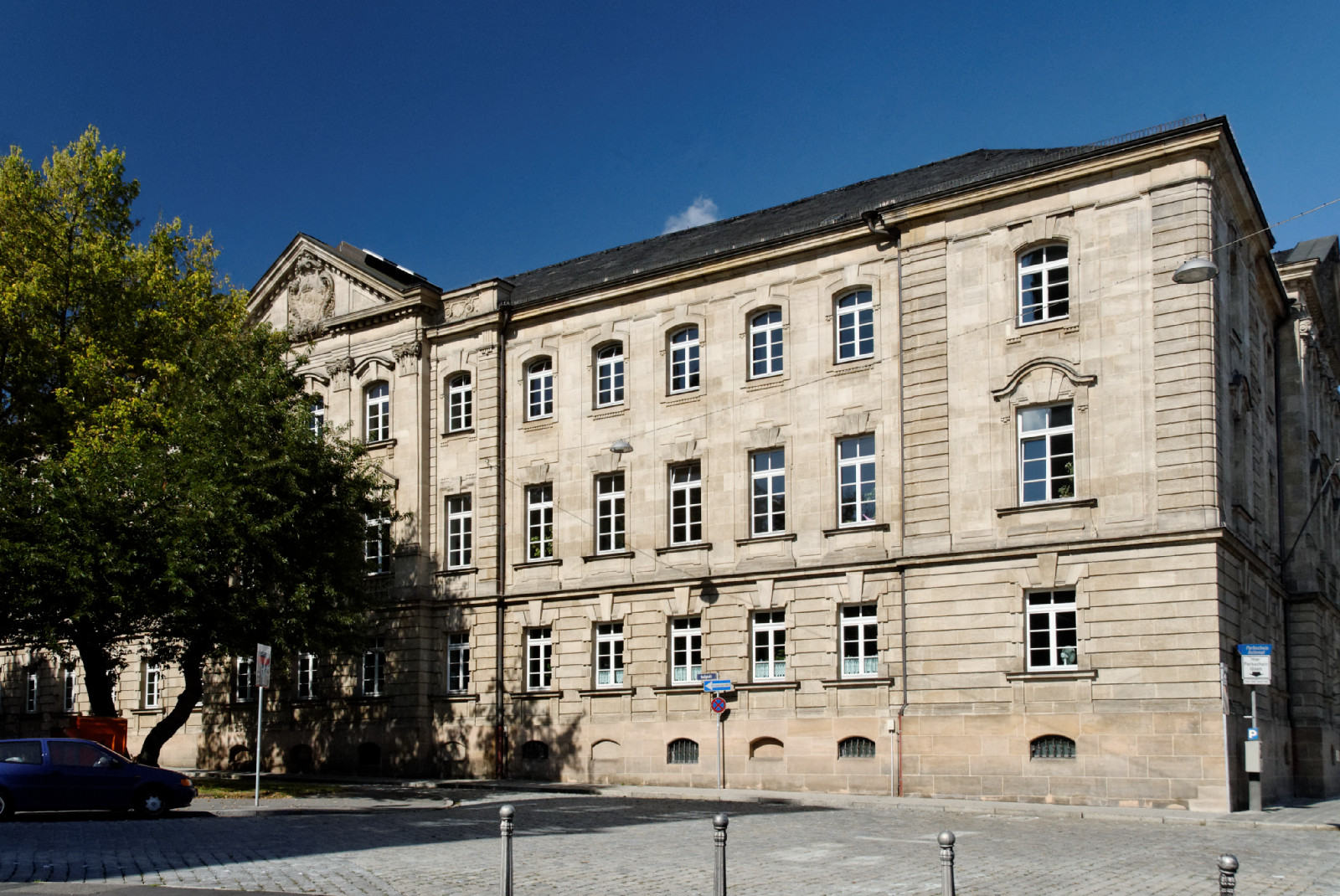
Das Hauptgebäude des Amtsgerichtes Fürth, 2011

Das Amtsgericht Fürth ist ein Gericht der ordentlichen Gerichtsbarkeit und eines von 73 Amtsgerichten in Bayern. Das Gericht ist in drei Gebäude aufgeteilt. Das Hauptgebäude befindet sich in der Bäumenstraße 32, die beiden Nebengebäude in der Alexanderstraße 24 bzw. in der Bäumenstraße 28 in Fürth.

## Geschichte
Im Jahre 1804 wurde die als Gericht der ersten Instanz fungierende Justizkommission Fürth im Zuge der allgemeinen Angleichung der Amtsbezeichnungen in Preußen zum Kgl. preußischen Stadtgericht Fürth. Als das preußische Fürstentum Ansbach 1806 an Bayern fiel, wurde das Stadtgericht Fürth als Untergericht bestätigt. Neben diesem Stadtgericht gab es ab 1862 das Landgericht Fürth, das für 18 Gemeindebezirke zuständig war, die aus dem Gerichtssprengel der Landgerichte Cadolzburg und Erlangen übernommen wurden.
Das Landgericht Fürth war zuständig für die Gerichtsbarkeit über folgende Orte im
- Rentamt Cadolzburg: die Gemeinden Obermichelbach, Tuchenbach und Veitsbronn
- Rentamt Erlangen: die Gemeinden Boxdorf, Buch, Großgründlach, Höfles, Kraftshof, Neunhof, Ronhof, Sack und Schnepfenreuth und Fürth.

Im Jahre 1876 legte man die beiden Gerichte zum Stadt- und Landgericht Fürth zusammen. Dieses wurde mit dem Gerichtsverfassungsgesetz 1879 in das Amtsgericht Fürth überführt.
Das benachbarte Amtsgericht Markt Erlbach wurde im Zweiten Weltkrieg zur Zweigstelle Fürths herabgestuft, 1959 endgültig aufgehoben und dem Amtsgericht Fürth zugeordnet.

## Zuständigkeitsbereich

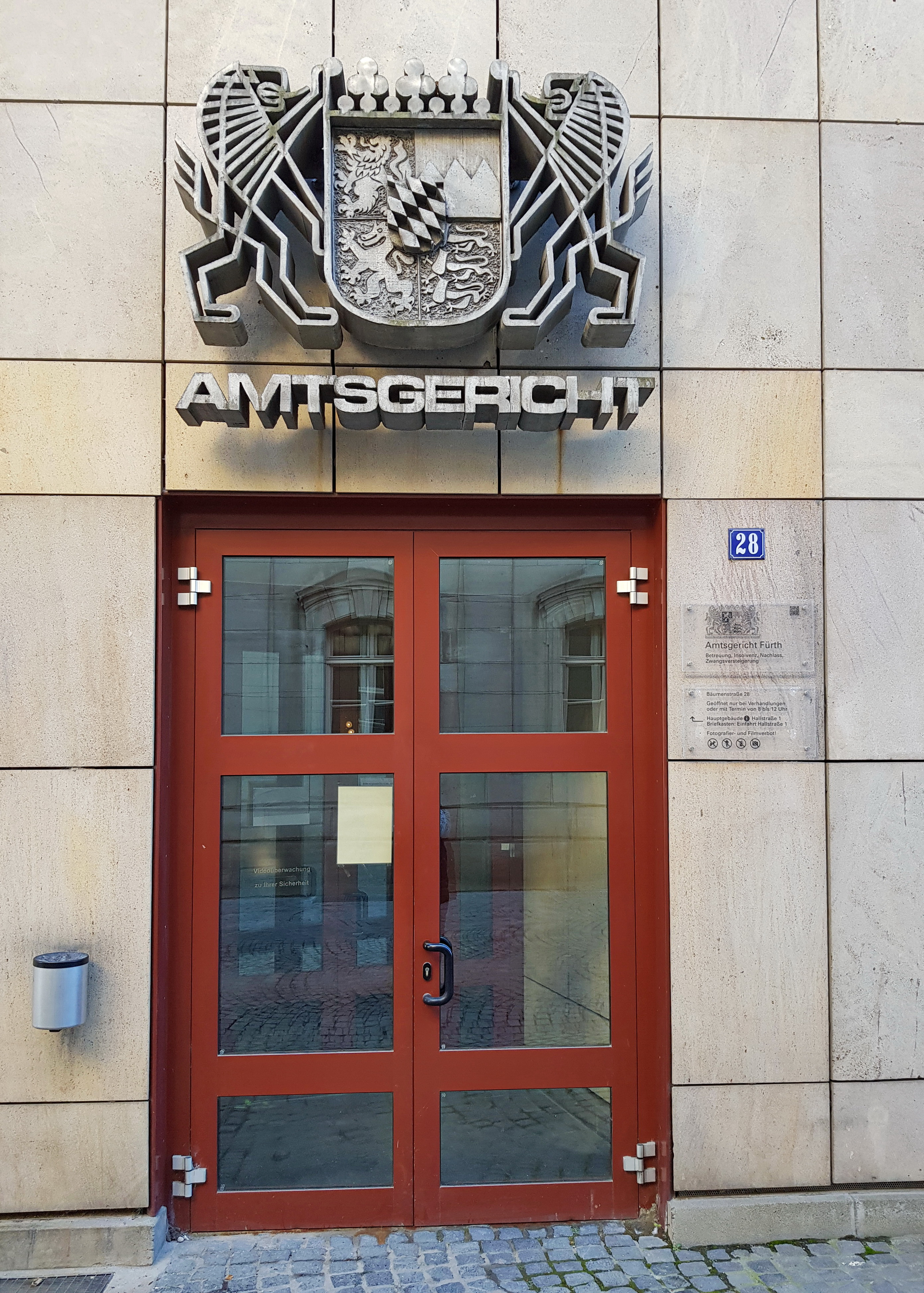
Nebenstelle Bäumenstraße 28

Der Amtsgerichtsbezirk umfasst den gesamten Landkreis Fürth sowie die kreisfreie Stadt Fürth. Insgesamt leben in diesem Bezirk rund 228.000 Menschen. Das Gericht ist erstinstanzlich für Zivil-, Familien- und Strafsachen verantwortlich. Bei Konkurs-, Vergleichs-, Insolvenz- sowie Zwangsversteigerungsverfahren erweitert sich der Zuständigkeitsbereich auf die Amtsgerichtsbezirke Erlangen sowie Neustadt a.d.Aisch. Selbiges gilt für Handels-, Partnerschafts-, Genossenschafts- und Vereinsregister.
Folgende Verfahren werden von anderen Gerichten bearbeitet:
- Ehefähigkeitszeugnis (Oberlandesgericht Nürnberg)
- Landwirtschaftsverfahren (Amtsgericht Nürnberg)
- Patentstreitsachen (Landgericht Nürnberg-Fürth)
- Personenstandsverfahren (Amtsgericht Nürnberg)
- Schifffahrtssachen (Amtsgericht Nürnberg)
- Transsexuellengesetz (Amtsgericht Nürnberg)
- Urheber- und Markenrecht (Landgericht Nürnberg-Fürth)
- Mahnverfahren (Amtsgericht Coburg)

## Übergeordnete Gerichte
Dem Amtsgericht Fürth ist das Landgericht Nürnberg-Fürth übergeordnet, welche beide wiederum dem Bezirk des Oberlandesgerichts Nürnberg angehören.

## Gerichtsgebäude
Das Amtsgerichtsgebäude steht unter Denkmalschutz. Es ist ein vierflügeliger, nahezu geschlossener, um einen Innenhof gruppierter Gebäudekomplex. Der dreigeschossige Walmdachbau auf hohem Sockelgeschoss mit Sandsteinfassaden, rustiziertem Erdgeschoss, Lisenengliederung und zwei Mittelrisaliten mit Dreiecksgiebeln wurde in neubarocken Formen vom Landbauamtsassessor Andreas Roth 1898 bis 1900 erbaut.